# Galveston, Indiana
Galveston är en kommun (town) i Cass County i Indiana. Vid 2010 års folkräkning hade Galveston 1 311 invånare.